# 神田正雄
神田 正雄（かんだ まさお、1879年（明治12年）3月18日 - 1961年（昭和36年）8月2日）は、日本の衆議院議員（憲政会→立憲民政党）、ジャーナリスト。

## 経歴
栃木県那須郡芦野町（現在の那須町）出身。交代寄合旗本芦野家の家老の家に生まれる。父に芦野宿戸長・大田原宿戸長を歴任した神田貞、兄に経済学者の神田孝一がいる。
宮城農学校を経て、1901年（明治34年）に東京専門学校政治経済科（現在の早稲田大学）を卒業。同年、清国四川省学堂に教育顧問兼教習として招聘され、地理教科書を著した。1905年（明治38年）、アメリカ合衆国のコロンビア大学に留学し、さらにイギリスのオックスフォード大学にも留学した。
帰国後の1908年（明治41年）に東京・大阪朝日新聞社に入社し、北京特派員となった。1917年（大正6年）に本社勤務となり、北米・南米を歴遊。帰国後は支那部長、政治部長、外報部長を歴任した。
村山龍平が政界出馬準備をしていた安藤正純編集局長を更迭した後は、牧野輝智、緒方竹虎、美土路昌一らと共に編集委員として合議制で局内を統括。
1924年（大正13年）、第15回衆議院議員総選挙に出馬し当選。このとき柳田國男が応援演説を行っている。第16回衆議院議員総選挙でも再選された。
また海外社を興し、社長兼主筆として雑誌『海外』を発行した。その他、海外事情研究会代表を務めた。

## 著書
- 『西清事情』（農事雑報社、1905年）
- 『南洋に於ける支那人』（南満洲鉄道庶務部調査課、1926年）
- 『謎の隣邦』（海外社、1928年）
- 『動きゆく台湾』（海外社、1930年）
- 『リットン報告書全文解剖』（海外社、1932年）
- 『上海から巴蜀へ』（海外社、1935年）
- 『四川省綜覧』（海外社、1936年）
- 『満洲から北支へ』（海外社、1936年）
- 『躍進支那を診る 中支から南支へ』（海外社、1937年）
- 『湖南省綜覧』（海外社、1937年）
- 『広西省綜覧』（海外社、1939年）
- 『中国社会と民族性』（朴烈文化研究所、1949年）
- 『日本の縮図 内灘 - 軍事基地反対闘争の実態』（社会書房、1953年） - 久保田保太郎と共著